# نتایج تیم ملی فوتبال ایران (اکنون–۱۴۰۰)
فهرست زیر نتایج تیم ملی ایران از سال ۱۴۰۰ تا کنون است

## ۱۴۰۰
| #   | تاریخ           | حریف              | نتیجه | ورزشگاه                               | عنوان مسابقه                        | سرمربی         | گلزنان ایران | پانویس |
| --- | --------------- | ----------------- | ----- | ------------------------------------- | ----------------------------------- | -------------- | --- | ------ |
| ۵۹۲ | ۱۰ فروردین ۱۴۰۰ | سوریه             | ۳–۰   | ورزشگاه آزادی، تهران، ایران           | دوستانه                             | دراگان اسکوچیچ | حسین کنعانی‌زادگان، سردار آزمون، کریم انصاری‌فرد                                                                                         | [ ۱ ]  |
| ۵۹۳ | ۱۳ خرداد ۱۴۰۰   | هنگ کنگ           | ۳–۱   | ورزشگاه المحرق، عراد، بحرین           | مرحله مقدماتی جام جهانی فوتبال ۲۰۲۲ | دراگان اسکوچیچ | علی قلی‌زاده، وحید امیری، کریم انصاری فرد                                                                                               | [ ۲ ]  |
| ۵۹۴ | ۱۷ خرداد ۱۴۰۰   | بحرین             | ۳–۰   | ورزشگاه ملی بحرین، رفاع، بحرین        | مرحله مقدماتی جام جهانی فوتبال ۲۰۲۲ | دراگان اسکوچیچ | سردار آزمون (۲ گل)، مهدی طارمی | [ ۳ ]  |
| ۵۹۵ | ۲۱ خرداد ۱۴۰۰   | کامبوج            | ۱۰–۰  | ورزشگاه ملی بحرین، رفاع، بحرین        | مرحله مقدماتی جام جهانی فوتبال ۲۰۲۲ | دراگان اسکوچیچ | علیرضا جهانبخش، شجاع خلیل‌زاده، مهدی طارمی، احمد نوراللهی، میلاد محمدی، مرتضی پورعلی‌گنجی، کریم انصاری‌فرد، کاوه رضایی (۲ گل)، مهدی قایدی | [ ۴ ]  |
| ۵۹۶ | ۲۵ خرداد ۱۴۰۰   | عراق              | ۱–۰   | ورزشگاه المحرق، عراد، بحرین           | مرحله مقدماتی جام جهانی فوتبال ۲۰۲۲ | دراگان اسکوچیچ | سردار آزمون | [ ۵ ]  |
| ۵۹۷ | ۱۱ شهریور ۱۴۰۰  | سوریه             | ۱–۰   | ورزشگاه آزادی، تهران، ایران           | مرحله مقدماتی جام جهانی فوتبال ۲۰۲۲ | دراگان اسکوچیچ | علیرضا جهانبخش | [ ۶ ]  |
| ۵۹۸ | ۱۶ شهریور ۱۴۰۰  | عراق              | ۳–۰   | ورزشگاه الوکره، الوکره، قطر           | مرحله مقدماتی جام جهانی فوتبال ۲۰۲۲ | دراگان اسکوچیچ | علیرضا جهانبخش، مهدی طارمی، علی قلی‌زاده                                                                                                | [ ۷ ]  |
| ۵۹۹ | ۱۵ مهر ۱۴۰۰     | امارات متحدهٔ عربی | ۱–۰   | ورزشگاه زعبیل، دبی، امارات متحده عربی | مرحله مقدماتی جام جهانی فوتبال ۲۰۲۲ | دراگان اسکوچیچ | مهدی طارمی | [ ۸ ]  |
| ۶۰۰ | ۲۰ مهر ۱۴۰۰     | کرهٔ جنوبی         | ۱–۱   | ورزشگاه آزادی، تهران، ایران           | مرحله مقدماتی جام جهانی فوتبال ۲۰۲۲ | دراگان اسکوچیچ | علیرضا جهانبخش | [ ۹ ]  |
| ۶۰۱ | ۲۰ آبان ۱۴۰۰    | لبنان             | ۲–۱   | ورزشگاه شهرداری صیدا، صیدا، لبنان     | مرحله مقدماتی جام جهانی فوتبال ۲۰۲۲ | دراگان اسکوچیچ | سردار آزمون، احمد نوراللهی | [ ۱۰ ] |
| ۶۰۲ | ۲۵ آبان ۱۴۰۰    | سوریه             | ۳–۰   | ورزشگاه ملک عبدالله دوم، امان، اردن   | مرحله مقدماتی جام جهانی فوتبال ۲۰۲۲ | دراگان اسکوچیچ | سردار آزمون، احسان حاج‌صفی، علی قلی‌زاده                                                                                                 | [ ۱۱ ] |
| ۶۰۳ | ۷ بهمن ۱۴۰۰     | عراق              | ۱–۰   | ورزشگاه آزادی، تهران، ایران           | مرحله مقدماتی جام جهانی فوتبال ۲۰۲۲ | دراگان اسکوچیچ | مهدی طارمی | [ ۱۲ ] |
| ۶۰۴ | ۱۲ بهمن ۱۴۰۰    | امارات متحدهٔ عربی | ۱–۰   | ورزشگاه آزادی، تهران، ایران           | مرحله مقدماتی جام جهانی فوتبال ۲۰۲۲ | دراگان اسکوچیچ | مهدی طارمی | [ ۱۳ ] |

## ۱۴۰۱
| #   | تاریخ          | حریف                | نتیجه | ورزشگاه                                  | عنوان مسابقه                        | سرمربی         | گلزنان ایران                | پانویس |
| --- | -------------- | ------------------- | ----- | ---------------------------------------- | ----------------------------------- | -------------- | --------------------------- | ------ |
| ۶۰۵ | ۴ فروردین ۱۴۰۱ | کرهٔ جنوبی           | ۰–۲   | ورزشگاه جام جهانی سئول، سئول، کره جنوبی  | مرحله مقدماتی جام جهانی فوتبال ۲۰۲۲ | دراگان اسکوچیچ | –                           | [ ۱۴ ] |
| ۶۰۶ | ۹ فروردین ۱۴۰۱ | لبنان               | ۲–۰   | ورزشگاه امام رضا، مشهد، ایران            | مرحله مقدماتی جام جهانی فوتبال ۲۰۲۲ | دراگان اسکوچیچ | سردار آزمون، علیرضا جهانبخش | [ ۱۵ ] |
| ۶۰۷ | ۲۲ خرداد ۱۴۰۱  | الجزایر             | ۱–۲   | ورزشگاه جاسم بن حمد، دوحه، قطر           | دوستانه                             | دراگان اسکوچیچ | علیرضا جهانبخش              | [ ۱۶ ] |
| ۶۰۸ | ۱ مهر ۱۴۰۱     | اروگوئه             | ۱–۰   | ورزشگاه ان.وی آرنا، زانکت پولتن، اتریش   | دوستانه                             | کارلوس کی‌روش   | مهدی طارمی                  | [ ۱۷ ] |
| ۶۰۹ | ۵ مهر ۱۴۰۱     | سنگال               | ۱–۱   | موشن اینوست آرنا، ماریا آنزرسدورف، اتریش | دوستانه                             | کارلوس کی‌روش   | سردار آزمون                 | [ ۱۸ ] |
| ۶۱۰ | ۱۹ آبان ۱۴۰۱   | نیکاراگوئه          | ۱–۰   | ورزشگاه آزادی، تهران، ایران              | دوستانه                             | کارلوس کی‌روش   | مهدی ترابی                  | [ ۱۹ ] |
| ۶۱۱ | ۲۵ آبان ۱۴۰۱   | تونس                | ۰–۲   | دوحه، قطر                                | دوستانه                             | کارلوس کی‌روش   | –                           | [ ۲۰ ] |
| ۶۱۲ | ۳۰ آبان ۱۴۰۱   | انگلستان            | ۲–۶   | ورزشگاه بین‌المللی خلیفه، الریان، قطر     | جام جهانی فوتبال ۲۰۲۲               | کارلوس کی‌روش   | مهدی طارمی (۲ گل)           | [ ۲۱ ] |
| ۶۱۳ | ۴ آذر ۱۴۰۱     | ولز                 | ۲–۰   | ورزشگاه احمد بن علی، الریان، قطر         | جام جهانی فوتبال ۲۰۲۲               | کارلوس کی‌روش   | روزبه چشمی، رامین رضاییان   | [ ۲۲ ] |
| ۶۱۴ | ۸ آذر ۱۴۰۱     | ایالات متحده آمریکا | ۰–۱   | ورزشگاه الثمامه، دوحه، قطر               | جام جهانی فوتبال ۲۰۲۲               | کارلوس کی‌روش   | –                           | [ ۲۳ ] |

## ۱۴۰۲
| #   | تاریخ          | حریف              | نتیجه     | ورزشگاه                                   | عنوان مسابقه           | سرمربی        | گلزنان ایران                                              | پانویس |
| --- | -------------- | ----------------- | --------- | ----------------------------------------- | ---------------------- | ------------- | --------------------------------------------------------- | ------ |
| ۶۱۵ | ۳ فروردین ۱۴۰۲ | روسیه             | ۱–۱       | ورزشگاه آزادی، تهران، ایران               | دوستانه                | امیر قلعه‌نویی | مهدی طارمی                                                |        |
| ۶۱۶ | ۸ فروردین ۱۴۰۲ | کنیا              | ۲–۱       | ورزشگاه آزادی، تهران، ایران               | دوستانه                | امیر قلعه‌نویی | محمد محبی، رامین رضاییان                                  |        |
| ۶۱۷ | ۲۳ خرداد ۱۴۰۲  | افغانستان         | ۶–۱       | ورزشگاه دولن اومورزاکوف، بیشکک، قرقیزستان | تورنمنت کافا ۲۰۲۳      | امیر قلعه‌نویی | مهدی طارمی (۳ گل)، سردار آزمون، علیرضا جهانبخش، رضا اسدی  |        |
| ۶۱۸ | ۲۶ خرداد ۱۴۰۲  | قرقیزستان         | ۵–۱       | ورزشگاه دولن اومورزاکوف، بیشکک، قرقیزستان | تورنمنت کافا ۲۰۲۳      | امیر قلعه‌نویی | مهدی طارمی (۳ گل)، سردار آزمون (۲ گل)                     |        |
| ۶۱۹ | ۳۰ خرداد ۱۴۰۲  | ازبکستان          | ۱–۰       | ورزشگاه ملی، تاشکند، ازبکستان             | تورنمنت کافا ۲۰۲۳      | امیر قلعه‌نویی | سردار آزمون                                               |        |
| ۶۲۰ | ۱۶ شهریور ۱۴۰۲ | بلغارستان         | ۱–۰       | ورزشگاه هریتسو بوتف، پلوودیف، بلغارستان   | دوستانه                | امیر قلعه‌نویی | محمد محبی                                                 |        |
| ۶۲۱ | ۲۱ شهریور ۱۴۰۲ | آنگولا            | ۴–۰       | ورزشگاه آزادی، تهران، ایران               | دوستانه                | امیر قلعه‌نویی | مهدی طارمی (۲ گل)، صادق محرمی، شهریار مغانلو              |        |
| ۶۲۲ | ۲۱ مهر ۱۴۰۲    | اردن              | ۳–۱       | ورزشگاه بین‌المللی امان، امان، اردن        | دوستانه                | امیر قلعه‌نویی | سردار آزمون، مهدی طارمی، مهرداد محمدی                     |        |
| ۶۲۳ | ۲۵ مهر ۱۴۰۲    | قطر               | ۴–۰       | ورزشگاه بین‌المللی امان، امان، اردن        | دوستانه                | امیر قلعه‌نویی | محمدحسین کنعانی‌زادگان (۲ گل)، علیرضا جهانبخش، سردار آزمون |        |
| ۶۲۴ | ۲۵ آبان ۱۴۰۲   | هنگ کنگ           | ۴–۰       | ورزشگاه آزادی، تهران، ایران               | مقدماتی جام جهانی ۲۰۲۶ | امیر قلعه‌نویی | سردار آزمون (۲ گل)، مهدی طارمی، رامین رضاییان             |        |
| ۶۲۵ | ۳۰ آبان ۱۴۰۲   | ازبکستان          | ۲–۲       | ورزشگاه ملی، تاشکند، ازبکستان             | مقدماتی جام جهانی ۲۰۲۶ | امیر قلعه‌نویی | رامین رضاییان، مهدی طارمی                                 |        |
| ۶۲۶ | ۱۵ دی ۱۴۰۲     | بورکینافاسو       | ۲–۱       | ورزشگاه المپیک، جزیره کیش، ایران          | دوستانه                | امیر قلعه‌نویی | مهدی طارمی، امید ابراهیمی                                 |        |
| ۶۲۷ | ۱۹ دی ۱۴۰۲     | اندونزی           | ۵–۰       | ورزشگاه احمد بن علی، الریان، قطر          | دوستانه                | امیر قلعه‌نویی | سامان قدوس، روزبه چشمی، شهریار مغانلو، مهدی قایدی (۲ گل)  |        |
| ۶۲۸ | ۲۴ دی ۱۴۰۲     | فلسطین            | ۴–۱       | ورزشگاه شهر آموزش، شهرداری الریان، قطر    | جام ملت‌های آسیا ۲۰۲۳   | امیر قلعه‌نویی | کریم انصاری‌فرد، شجاع خلیل‌زاده، مهدی قایدی، سردار آزمون    |        |
| ۶۲۹ | ۲۹ دی ۱۴۰۲     | هنگ کنگ           | ۱–۰       | ورزشگاه بین‌المللی خلیفه، دوحه، قطر        | جام ملت‌های آسیا ۲۰۲۳   | امیر قلعه‌نویی | مهدی قایدی                                                |        |
| ۶۳۰ | ۳ بهمن ۱۴۰۲    | امارات متحدهٔ عربی | ۲–۱       | ورزشگاه شهر آموزش، شهرداری الریان، قطر    | جام ملت‌های آسیا ۲۰۲۳   | امیر قلعه‌نویی | مهدی طارمی (۲ گل)                                         |        |
| ۶۳۱ | ۱۱ بهمن ۱۴۰۲   | سوریه             | ۱–۱ (۵–۳) | ورزشگاه عبدالله بن خلیفه، دوحه، قطر       | جام ملت‌های آسیا ۲۰۲۳   | امیر قلعه‌نویی | مهدی طارمی                                                |        |
| ۶۳۲ | ۱۴ بهمن ۱۴۰۲   | ژاپن              | ۲–۱       | ورزشگاه شهر آموزش، شهرداری الریان، قطر    | جام ملت‌های آسیا ۲۰۲۳   | امیر قلعه‌نویی | محمد محبی، علیرضا جهانبخش                                 |        |
| ۶۳۳ | ۱۸ بهمن ۱۴۰۲   | قطر               | ۲–۳       | ورزشگاه الثمامه، دوحه، قطر                | جام ملت‌های آسیا ۲۰۲۳   | امیر قلعه‌نویی | سردار آزمون، علیرضا جهانبخش                               |        |

## ۱۴۰۳
| #   | تاریخ          | حریف              | نتیجه | ورزشگاه                                   | عنوان مسابقه           | سرمربی        | گلزنان ایران                                                       | پانویس |
| --- | -------------- | ----------------- | ----- | ----------------------------------------- | ---------------------- | ------------- | ------------------------------------------------------------------ | ------ |
| ۶۳۴ | ۲ فروردین ۱۴۰۳ | ترکمنستان         | ۵–۰   | ورزشگاه آزادی، تهران، ایران               | مقدماتی جام جهانی ۲۰۲۶ | امیر قلعه‌نویی | محمدحسین کنعانی‌زادگان (۲ گل)، سردار آزمون، محمد محبی، امید نورافکن |        |
| ۶۳۵ | ۷ فروردین ۱۴۰۳ | ترکمنستان         | ۱–۰   | ورزشگاه کپه‌داغ، عشق‌آباد، ترکمنستان        | مقدماتی جام جهانی ۲۰۲۶ | امیر قلعه‌نویی | مهدی قایدی                                                         |        |
| ۶۳۶ | ۱۷ خرداد ۱۴۰۳  | هنگ کنگ           | ۴–۲   | ورزشگاه هنگ کنگ، هنگ کنگ                  | مقدماتی جام جهانی ۲۰۲۶ | امیر قلعه‌نویی | مهدی طارمی (۳ گل)، سردار آزمون                                     |        |
| ۶۳۷ | ۲۲ خرداد ۱۴۰۳  | ازبکستان          | ۰–۰   | ورزشگاه آزادی، تهران، ایران               | مقدماتی جام جهانی ۲۰۲۶ | امیر قلعه‌نویی | –                                                                  |        |
| ۶۳۸ | ۱۵ شهریور ۱۴۰۳ | قرقیزستان         | ۱–۰   | ورزشگاه فولادشهر، اصفهان، ایران           | مقدماتی جام جهانی ۲۰۲۶ | امیر قلعه‌نویی | مهدی طارمی                                                         |        |
| ۶۳۹ | ۲۰ شهریور ۱۴۰۳ | امارات متحدهٔ عربی | ۱–۰   | ورزشگاه هزاع بن زاید، العین، امارات       | مقدماتی جام جهانی ۲۰۲۶ | امیر قلعه‌نویی | مهدی قایدی                                                         |        |
| ۶۴۰ | ۱۹ مهر ۱۴۰۳    | ازبکستان          | ۰–۰   | ورزشگاه ملی، تاشکند، ازبکستان             | مقدماتی جام جهانی ۲۰۲۶ | امیر قلعه‌نویی | –                                                                  |        |
| ۶۴۱ | ۲۴ مهر ۱۴۰۳    | قطر               | ۴–۱   | ورزشگاه راشد، دبی، امارات                 | مقدماتی جام جهانی ۲۰۲۶ | امیر قلعه‌نویی | سردار آزمون (۲ گل)، محمد محبی (۲ گل)                               |        |
| ۶۴۲ | ۲۴ آبان ۱۴۰۳   | کرهٔ شمالی         | ۳–۲   | ورزشگاه ملی، وینتیان، لائوس               | مقدماتی جام جهانی ۲۰۲۶ | امیر قلعه‌نویی | مهدی قایدی، محمد محبی (۲ گل)                                       |        |
| ۶۴۳ | ۲۹ آبان ۱۴۰۳   | قرقیزستان         | ۳–۲   | ورزشگاه دولن اومورزاکوف، بیشکک، قرقیزستان | مقدماتی جام جهانی ۲۰۲۶ | امیر قلعه‌نویی | مهدی طارمی، صالح حردانی، سردار آزمون                               |        |
| ۶۴۴ | ۳۰ اسفند ۱۴۰۳  | امارات متحدهٔ عربی | ۲–۰   | ورزشگاه آزادی، تهران، ایران               | مقدماتی جام جهانی ۲۰۲۶ | امیر قلعه‌نویی | سردار آزمون، محمد محبی                                             |        |

## ۱۴۰۴
| #   | تاریخ          | حریف      | نتیجه | ورزشگاه                             | عنوان مسابقه           | سرمربی        | گلزنان ایران                                 | پانویس |
| --- | -------------- | --------- | ----- | ----------------------------------- | ---------------------- | ------------- | -------------------------------------------- | ------ |
| ۶۴۵ | ۵ فروردین ۱۴۰۴ | ازبکستان  | ۲–۲   | ورزشگاه آزادی، تهران، ایران         | مقدماتی جام جهانی ۲۰۲۶ | امیر قلعه‌نویی | مهدی طارمی (۲ گل)                            | [ ۲۴ ] |
| ۶۴۶ | ۱۵ خرداد ۱۴۰۴  | قطر       | ۰–۱   | ورزشگاه جاسم بن حمد، دوحه، قطر      | مقدماتی جام جهانی ۲۰۲۶ | امیر قلعه‌نویی | –                                            |        |
| ۶۴۷ | ۲۰ خرداد ۱۴۰۴  | کرهٔ شمالی | ۳–۰   | ورزشگاه آزادی، تهران، ایران         | مقدماتی جام جهانی ۲۰۲۶ | امیر قلعه‌نویی | محمدمهدی محبی، مهدی طارمی، امیرحسین حسین‌زاده |        |
| ۶۴۸ | ۷ شهریور ۱۴۰۴  | افغانستان |       | ورزشگاه مرکزی حصار، حصار، تاجیکستان | تورنمنت کافا ۲۰۲۵      | امیر قلعه‌نویی |                                              |        |
| ۶۴۹ | ۱۰ شهریور ۱۴۰۴ | هند       |       | ورزشگاه مرکزی حصار، حصار، تاجیکستان | تورنمنت کافا ۲۰۲۵      | امیر قلعه‌نویی |                                              |        |
| ۶۵۰ | ۱۳ شهریور ۱۴۰۴ | تاجیکستان |       | ورزشگاه مرکزی حصار، حصار، تاجیکستان | تورنمنت کافا ۲۰۲۵      | امیر قلعه‌نویی |                                              |        |
| ۶۵۱ | ۱۸ مهر ۱۴۰۴    | روسیه     |       |                                     | دوستانه                | امیر قلعه‌نویی |                                              |        |